# أيزاياه روز
أيزاياه روز (بالإنجليزية: Isaiah Rose)‏ هو سياسي أمريكي، ولد في 26 يونيو 1843 في مقاطعة بلمونت في الولايات المتحدة، وتوفي في 26 نوفمبر 1916 في الولايات المتحدة. حزبياً، نشط في الحزب الجمهوري.